# Barachois (Terre-Neuve-et-Labrador)
Pour les articles homonymes, voir Barachois.
Barachois est une localité de Terre-Neuve-et-Labrador.